# Diocèse de Lisieux
L'ancien diocèse de Lisieux était implanté sur la cité des Lexovii, peuple gaulois soumis à l'autorité romaine. La capitale de cette cité, Noviomagus Lexoviorum, devient alors le siège de l'évêché qui prit le nom d'évêché de Lisieux. Il avait pour saints patrons saints Pierre et Paul.

## Histoire

### Origines
Le diocèse de Lisieux est vraisemblablement créé aux alentours de 538 à la suite d'un redécoupage des diocèses dans la région. Ainsi, le diocèse est formé sur une part importante de l'ancien diocèse de Séez (transféré à Exmes de 486 à 540 environ) et en y rattachant quelques morceaux du diocèse voisin de Bayeux. Ainsi, Thibaud est connu comme premier évêque de Lisieux ; il est présent au IIIe concile d'Orléans en 538, qui peut-être entérine ce changement territorial.
En 911, le diocèse de Lisieux, avec ceux de Rouen et d'Évreux, sont donnés par le roi de France Charles le Simple au viking Rollon, ce qui constituera l'amorce du duché de Normandie.

### Refondation
Le siège épiscopal de Lisieux est supprimé par le concordat du 15 août 1801.
Le 12 juin 1854, le titre d'évêque de Lisieux est restauré et conféré à tous les évêques de Bayeux par un bref du pape Pie IX et par un décret de l'Empereur.

## Découpage administratif
Le diocèse de Lisieux s'étendait sur :
- quatre archidiaconés découpés en 14 doyennés
  - Archidiaconé du Lieuvin
    - Doyenné de Moyaux
    - Doyenné de Cormeilles
    - Doyenné de Bernay
    - Doyenné d'Orbec

  - Archidiaconé de Pont-Audemer
    - Doyenné d'Honfleur
    - Doyenné de Pont-Audemer
    - Doyenné de Touques

  - Archidiaconé d'Auge
    - Doyenné de Mesnil-Mauger
    - Doyenné de Beuvron
    - Doyenné de Beaumont-en-Auge

  - Archidiaconé de Gacé ou d'Hiémois
    - Doyenné de Gacé
    - Doyenné de Livarot
    - Doyenné de Montreuil-l'Argillé
    - Doyenné de Vimoutiers
- deux exemptions
  - l'exemption de Saint-Cande-le-Vieux (Rouen) et Étrépagny, enclave dans le diocèse de Rouen (5 paroisses)
  - l'exemption de Nonant, enclave dans le diocèse de Bayeux (4 paroisses). Cette exemption existait depuis 1214[5].
- la banlieue de Lisieux (11 paroisses)

Soit, en tout, 487 paroisses (cf. carte).

## Évêques
Voir Liste des évêques de Lisieux.
L'évêque de Lisieux porte le titre de comte de Lisieux. On l'appelle ainsi « évêque-comte de Lisieux ».